# Bogdan Gheorghiu
Bogdan Gheorghiu (ur. 1 lipca 1975 w Fălticeni) – rumuński polityk, dziennikarz i przedsiębiorca branży medialnej, deputowany, od 2019 do 2021 minister kultury.

## Życiorys
Kształcił się na wydziale sztuki Universitatea Ecologică din București, uzyskał licencjat z zakresu aktorstwa na Universitatea Națională de Arte „George Enescu” din Iași. W 1999 założył teatr dramatyczny „Bucovina”. W 2000 był prezenterem telewizyjnym, później do 2007 realizatorem programów dla lokalnej stacji radiowej w Suczawie. W międzyczasie pracował też jako urzędnik w regionalnej dyrekcji zajmującej się sprawami kultury i dziedzictwa narodowego, prowadził własne przedsiębiorstwo produkcyjne, pełnił funkcję menedżera stacji radiowej Radio Gold Rădăuți i kierował stacją telewizyjną TV Rădăuți. W latach 2007–2014 był właścicielem regionalnej telewizji Bucovina TV. Od 2012 do 2016 stał na czele rumuńskiego stowarzyszenia telewizji lokalnych i regionalnych.
W 2016 zaangażował się w działalność polityczną, dołączając do Partii Narodowo-Liberalnej. W tym samym roku z jej ramienia uzyskał mandat posła do Izby Deputowanych, w 2020 z powodzeniem ubiegał się o reelekcję.
W listopadzie 2019 nowo powołany premier Ludovic Orban powierzył mu stanowisko ministra kultury. Pozostał na tej funkcji również w utworzonym w marcu 2020 drugim gabinecie dotychczasowego premiera oraz w powołanym w grudniu 2020 rządzie Florina Cîțu. Zakończył urzędowanie w listopadzie 2021.